# Zygaena fausta
Zygaena fausta is een vlinder uit de familie van de bloeddrupjes (Zygaenidae). De wetenschappelijke naam werd gepubliceerd in 1767 door Carl Linnaeus.

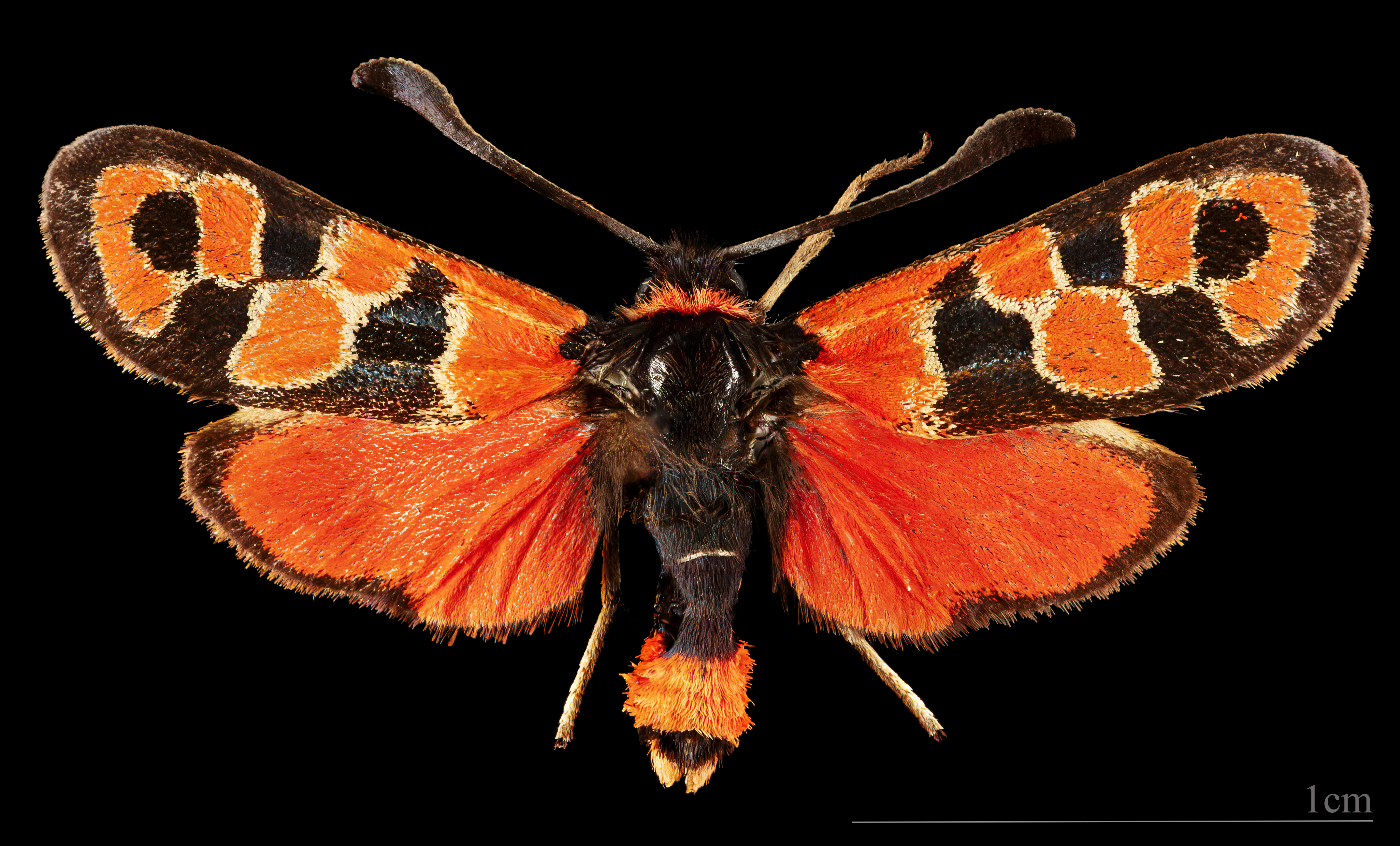
♂
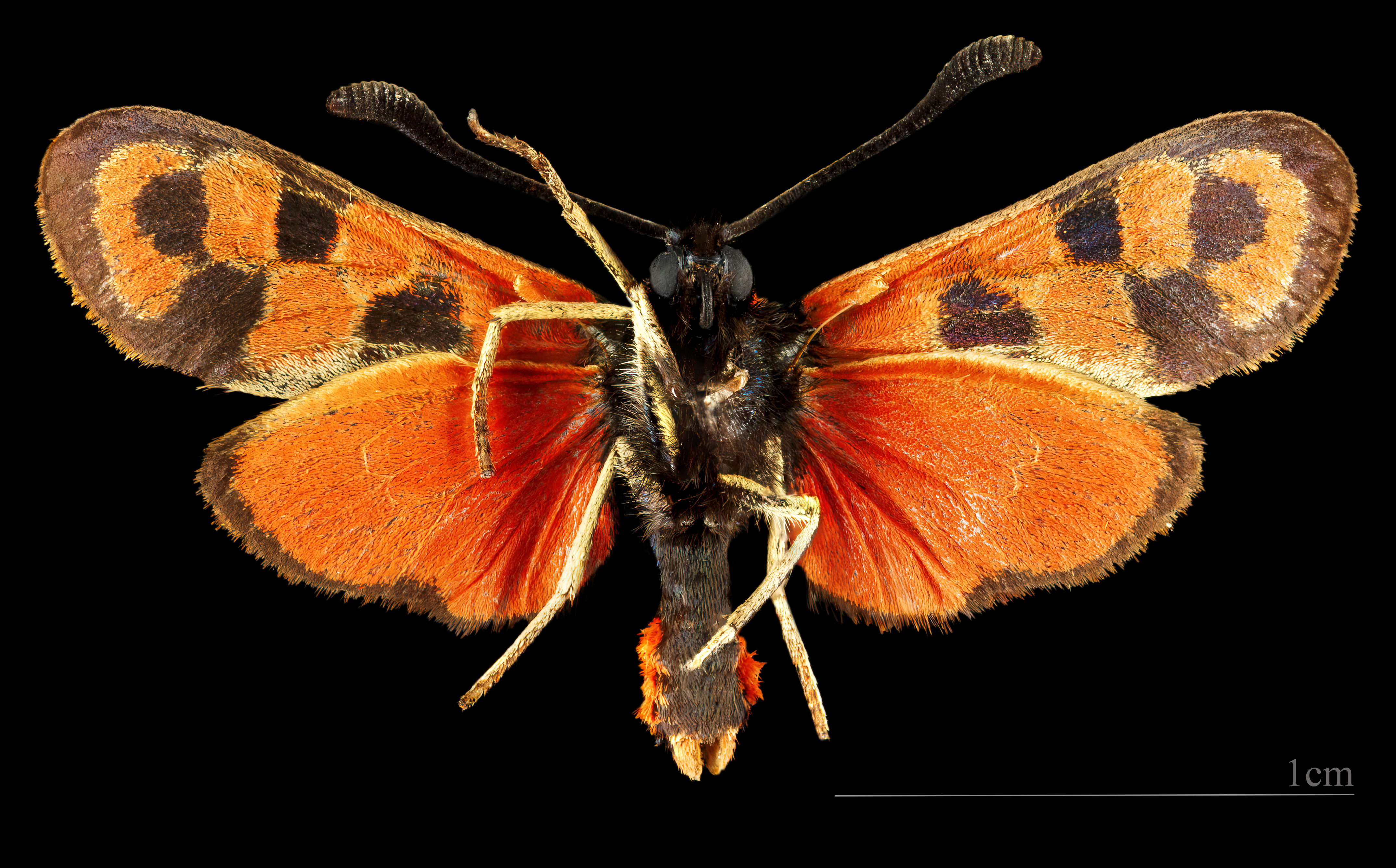
♂ △

De soort komt voor in Europa.